# میفلاور آی‌آی

{{Infobox ship characteristics
میفلاور آی‌آی (به انگلیسی: Mayflower II) یک کشتی است که طول آن ۱۰۶ فوت ۶ اینچ (۳۲٫۴۶ متر) Length overall می‌باشد. این کشتی در سال۱۹۵۶ (میلادی)|۱۹۵۶]] ساخته شد.